# خلية بائية

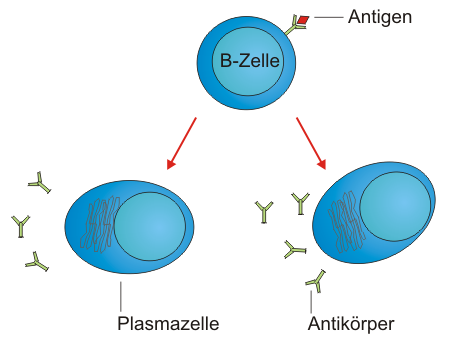
عندما تلمس خلية بائية أحد الأنتيجينات فهي تتحول إلى خلية بلازما تنتج جسيمات مناعة.

الخلية اللمفية البائية أو الخلية البائية أو خلايا ليمف بي (بالإنجليزية: B cell أو B-Lymphocytes)‏ نوع من الخلايا اللمفاوية، وهي إحدى خلايا الدم البيضاء. تشكل جزء من جهاز المناعة (المناعة الخلطية). وهي تتأصل من النقي وتنتج أجساما مضادة Antibody لمكافحة الجراثيم وغيرها في جسم الإنسان.

الخلايا التي تنتج جسيمات مضادة في مكافحة فيروس مثلا. تكوّن ذاكرة تتذكر هذا النوع من الفيروسات فتقوم بمقاومته بإنتاج الجسيمات المضادة بسرعة عندما يصيبها مستقبلا.

تنتمي الخلايا بي  B-cells أو B-Lymphozyt إلى الكرات الدموية البيضاء. وفي إمكان تلك الخلايا إنتاج جسميات مضادة مناعية antibodies، وهي تكون مع الخلايا التائية العناصر الهامة في نظام المناعة المكتسبة.
وبينما تشترك الخلايا التائية في استجابة المناعة الخلوية فإن الخلايا البائية هي التي تقوم بإنتاج جسيمات مضادة لمقاومة دخيل على الجسم يسبب للمرض. فعندما تتحسس الخلايا البائية مولد ضد Antigen فهي تقوم بتعليمه بواسطة جسيمات مضادة تسمى مضادات Antibodies وتقدمه فريسة للخلايا التائية فتبتلعه وتهضمه وتقضي على هذا الدخيل. ومن الممكن أن تتحول الخلية البائية إلى خلية بي ذاكرة التي تساهم في القضاء على الأنتيجينات التي تسبب المرض.
وقد استخدم التعبير خلايا بائية B cells أصلا من التعبير Bursa Fabricii لدى الطيور حيث تنشأ في هذا الموقع من أجسامها (عند نهاية المصران). أما في الإنسان وفي بعض الثدييات الأخرى فتنشأ الخلايا البائية في نخاع العظام، ولهذا فقد ميزت هذه الخلايا بالحرف B وأخذ هذا الحرف من bone marrow (نخاع العظام).
ولكن لا يعرف تماما أين تتكون الخلايا البائية في كثير من الحيوانات الثديية ولا يزال البحث جاريا لاستكشاف هذا الموضوع، ولهذا تستخدم لتلك الفئات تعبير «عضو بورسا مكافيء» Bursa equivalent organ.

## التطور
تتطور الخلايا البائية من الخلايا الجذعية المكونة للدم (HSCs) التي تنشأ من نخاع العظام.تتمايز الخلايا الجذعية المكونة للدم أولاً إلى خلايا السلف متعددة القدرات (MPP)، ثم الخلايا السلفية اللمفاوية الشائعة (CLP).من هنا، يحدث تطورها في الخلايا البائية على عدة مراحل، كل منها يتميز بأنماط التعبير الجيني المختلفة وترتيبات الجين المناعي سلسلة H و L سلسلة الجينات، وهذا الأخير بسبب الخلايا البائية التي تخضع V (D) J إعادة التركيب أثناء تطورها.[بحاجة لمصدر]
تخضع الخلايا البائية لنوعين من الانتقاء أثناء التطور في نخاع العظم لضمان التطور السليم، وكلاهما يشمل مستقبلات الخلايا البائية (BCR) على سطح الخلية.يحدث الانتقاء الإيجابي من خلال إشارات مستقلة عن مولد الضد تشتمل على كل من ما قبل-BCR.إذا لم ترتبط هذه المستقبلات بالرابط، فإن الخلايا البائية لا تتلقى الإشارات المناسبة وتتوقف عن التطور.يحدث الانتقاء السلبي من خلال ارتباط المستضد الذاتي بـ BCR ؛ إذا كان بإمكان BCR الارتباط بقوة بالمستضد الذاتي، فإن الخلية B تخضع لأحد المصائر الأربعة: الحذف النسيلي، أو تحرير المستقبلات، أو الحساسية، أو الجهل (تتجاهل الخلية B الإشارة وتستمر في التطور).تؤدي عملية الانتقاء السلبية هذه إلى حالة من التسامح المركزي، حيث لا ترتبط الخلايا البائية الناضجة بالمستضدات الذاتية الموجودة في نخاع العظم.[بحاجة لمصدر]
لاستكمال التطور، تهاجر الخلايا البائية غير الناضجة من نخاع العظام إلى الطحال كخلايا بائية انتقالية، مروراً بمرحلتين انتقاليتين: T1 و T2.خلال هجرتهم إلى الطحال وبعد دخول الطحال، تعتبر الخلايا البائية T1. داخل الطحال، تنتقل الخلايا البائية T1 إلى الخلايا البائية T2.تتمايز الخلايا البائية T2 إما إلى خلايا بائية جرابية (FO) أو خلايا بائية في المنطقة الهامشية (MZ) اعتمادًا على الإشارات المستلمة من خلال BCR ومستقبلات أخرى.وبمجرد تمايزها، فإنها تعتبر الآن خلايا بائية ناضجة، أو خلايا بائية ساذجة.

## التنشيط
يحدث تنشيط الخلايا البائية في الأعضاء الليمفاوية الثانوية (SLOs)، مثل الغدد الليمفاوية والطحال.بعد أن تنضج الخلايا البائية في نخاع العظم، فإنها تهاجر عبر الدم إلى SLOs، والتي تتلقى إمدادًا ثابتًا من المستضد من خلال الدورة الليمفاوية.في SLO، يبدأ تنشيط الخلية البائية عندما ترتبط الخلية البائية بمستضد عبر BCR.على الرغم من أن الأحداث التي تحدث مباشرة بعد التنشيط لم يتم تحديدها بالكامل بعد، يُعتقد أن الخلايا البائية يتم تنشيطها وفقًا لنموذج الفصل الحركي، المحدد في البداية في الخلايا اللمفاوية التائية.يشير هذا النموذج إلى أنه قبل تحفيز المستضد، تنتشر المستقبلات من خلال الغشاء الذي يتلامس مع Lck و CD45 بتردد متساوٍ، مما يؤدي إلى توازن صافي من الفسفرة وعدم الفسفرة.فقط عندما تتلامس الخلية مع خلية تقديم مستضد، يتم إزاحة CD45 الأكبر بسبب المسافة القريبة بين الغشاءين.هذا يسمح لصافي فسفرة BCR وبدء مسار تحويل الإشارة.من بين المجموعات الفرعية الثلاثة للخلايا البائية، تخضع الخلايا البائية FO بشكل تفضيلي للتنشيط المعتمد على الخلايا التائية بينما تخضع الخلايا البائية MZ والخلايا البائية B1 بشكل تفضيلي للتنشيط المستقل عن الخلايا التائية.
يتم تعزيز تنشيط الخلايا البائية من خلال نشاط CD21، وهو مستقبل سطحي معقد مع بروتينات سطحية CD19 و CD81 (تُعرف الثلاثة مجتمعة باسم مجمع مستقبلات الخلية البائية).عندما يربط BCR مستضدًا موسومًا بجزء من البروتين التكميلي C3، يربط CD21 جزء C3، ويشترك مع BCR المرتبط، ويتم نقل الإشارات من خلال CD19 وCD81 لخفض عتبة تنشيط الخلية.

### التنشيط المعتمد على الخلايا التائية
تُعرف المستضدات التي تنشط الخلايا البائية بمساعدة الخلايا التائية بالمستضدات المعتمدة على الخلايا التائية (TD) وتتضمن بروتينات غريبة.تم تسميتها على هذا النحو لأنها غير قادرة على إحداث استجابة خلطية في الكائنات الحية التي تفتقر إلى الخلايا التائية.تستغرق استجابات الخلايا البائية لهذه المستضدات عدة أيام، على الرغم من أن الأجسام المضادة المتولدة لها تقارب أعلى وتكون أكثر تنوعًا وظيفيًا من تلك الناتجة عن التنشيط المستقل عن الخلايا التائية.
بمجرد أن يربط BCR مستضد TD، يتم نقل المستضد إلى الخلية البائية من خلال الالتقام بوساطة المستقبلات، ويتحلل، ويقدم إلى الخلايا التائية على شكل قطع ببتيدية معقدة مع جزيئات MHC-II على غشاء الخلية.تتعرف الخلايا التائية المساعدة (TH)، عادةً الخلايا التائية المساعدة المسامية (TFH) على مجمعات MHC-II-peptide وتربطها من خلال مستقبلات الخلايا التائية (TCR).بعد الارتباط بالببتيد TCR-MHC-II، تعبر الخلايا التائية عن البروتين السطحي CD40L وكذلك السيتوكينات مثل IL-4 و IL-21.يعمل CD40L كعامل تحفيز مشترك ضروري لتنشيط الخلايا البائية عن طريق ربط مستقبل سطح الخلية B CD40، والذي يعزز تكاثر الخلايا البائية، وتبديل فئة الغلوبولين المناعي، وفرط الحركة الجسدية بالإضافة إلى الحفاظ على نمو الخلايا التائية والتمايز.السيتوكينات المشتقة من الخلايا التائية المرتبطة بمستقبلات السيتوكينات للخلايا البائية تعزز أيضًا تكاثر الخلايا البائية، والتبديل في فئة الغلوبولين المناعي، والطفرات الجسدية المفرطة وكذلك التمايز التوجيهي. بعد أن تتلقى الخلايا البائية هذه الإشارات، تعتبر نشطة.
بمجرد تنشيطها، تشارك الخلايا البائية في عملية تمايز من خطوتين تنتج كلا من الخلايا البلازمية قصيرة العمر للحماية الفورية والخلايا البلازمية طويلة العمر وخلايا الذاكرة البائية للحماية المستمرة.تحدث الخطوة الأولى، المعروفة باسم الاستجابة خارج الجريبات، خارج الجريبات اللمفاوية ولكن لا تزال في SLO.خلال هذه الخطوة، تتكاثر الخلايا البائية المنشطة، وقد تخضع لتبديل فئة الغلوبولين المناعي، وتتحول إلى خلية بلازمية تنتج أجسامًا مضادة مبكرة وضعيفة في الغالب من فئة IgM.تتكون الخطوة الثانية من الخلايا البائية المنشطة التي تدخل جريبًا ليمفاويًا وتشكل مركزًا جرثوميًا (GC)، وهو بيئة مكروية متخصصة حيث تخضع الخلايا البائية لتكاثر واسع النطاق، وتحويل فئة الغلوبولين المناعي، ونضج تقارب موجه بواسطة فرط الطفرات الجسدية.يتم تسهيل هذه العمليات بواسطة خلايا TFH داخل GC وتولد خلايا ذاكرة بائية عالية التقارب وخلايا بلازمية طويلة العمر.تفرز الخلايا البلازمية الناتجة كميات كبيرة من الأجسام المضادة وتبقى إما داخل SLO أو، بشكل أكثر تفضيلًا، تهاجر إلى نخاع العظام.

### التنشيط المستقل عن الخلايا التائية
تُعرف المستضدات التي تنشط الخلايا البائية بدون مساعدة الخلايا التائية باسم مستضدات الخلايا التائية المستقلة (TI) وتشمل السكريات الأجنبية والحمض النووي CpG غير الميثيل.سميت على هذا النحو لأنها قادرة على إحداث استجابة خلطية في الكائنات الحية التي تفتقر إلى الخلايا التائية.تكون استجابة الخلايا البائية لهذه المستضدات سريعة، على الرغم من أن الأجسام المضادة المتولدة تميل إلى أن تكون ذات ألفة أقل وتكون أقل تنوعًا وظيفيًا من تلك الناتجة عن التنشيط المعتمد على الخلايا التائية.
كما هو الحال مع مستضدات TD، تحتاج الخلايا البائية التي تنشطها مستضدات TI إلى إشارات إضافية لإكمال التنشيط، ولكن بدلاً من استقبالها من الخلايا التائية، يتم توفيرها إما عن طريق التعرف على أحد المكونات الميكروبية الشائعة وربطها بمستقبلات تشبه الرسوم (TLRs) أو عن طريق تشابك واسع النطاق لـ BCRs إلى حواتم متكررة على خلية بكتيرية.تستمر الخلايا البائية التي يتم تنشيطها بواسطة مستضدات TI في التكاثر خارج الجريبات اللمفاوية ولكن لا تزال في SLOs (لا تتشكل GCs)، وربما تخضع لتبديل فئة الغلوبولين المناعي، وتتحول إلى خلايا بلازمية قصيرة العمر تنتج أجسامًا مضادة مبكرة وضعيفة في الغالب من فئة IgM، ولكن أيضًا بعض مجموعات خلايا بلازمية طويلة العمر.

### تنشيط خلية الذاكرة البائية
يبدأ تنشيط خلية الذاكرة البائية باكتشاف وربط مستضدها المستهدف، والذي تشاركه الخلية البائية الأم.يمكن تنشيط بعض خلايا الذاكرة البائية دون مساعدة الخلايا التائية، مثل بعض خلايا الذاكرة البائية الخاصة بفيروس معين، لكن البعض الآخر يحتاج إلى مساعدة الخلايا التائية.عند الارتباط بالمستضد، تأخذ خلية الذاكرة البائية المستضد من خلال الالتقام الخلوي بوساطة المستقبلات، وتحللها، وتقدمها للخلايا التائية على شكل قطع ببتيدية معقدة مع جزيئات MHC-II على غشاء الخلية.الخلايا التائية المساعدة للذاكرة (TH)، عادةً الخلايا التائية المساعدة لجريب الذاكرة (TFH)، والتي تم اشتقاقها من الخلايا التائية التي يتم تنشيطها باستخدام نفس المستضد تتعرف على مجمعات ببتيدات MHC-II- وتربطها من خلال TCR.بعد الارتباط بالببتيد TCR-MHC-II وترحيل الإشارات الأخرى من خلية الذاكرة TFH، يتم تنشيط خلية الذاكرة البائية وتتمايز إما إلى خلايا بلازمية وخلايا بلازما عبر استجابة خارج الجريبات أو تدخل تفاعل مركز جرثومي حيث تولد خلايا بلازما والمزيد من خلايا الذاكرة البائية.من غير الواضح ما إذا كانت خلايا الذاكرة البائية تخضع لنضج تقارب إضافي داخل هذه الخلايا الثانوية.

## أنواع الخلايا البائية
- بلازميدات - خلية مفرزة للأجسام المضادة قصيرة العمر ومتكاثرة تنشأ من تمايز الخلايا البائية.تتولد البلازما في وقت مبكر من العدوى وتميل أجسامها المضادة إلى التقارب الأضعف تجاه المستضد المستهدف مقارنة بخلايا البلازما.يمكن أن تنتج البلازميدات عن التنشيط المستقل للخلايا التائية للخلايا البائية أو الاستجابة خارج العقدة من التنشيط المعتمد على الخلايا التائية للخلايا البائية.
- الخلايا البلازمية - خلية مفرزة للأجسام المضادة طويلة العمر وغير متكاثرة تنشأ من تمايز الخلايا البائية.هناك دليل على أن الخلايا البائية تتمايز أولاً إلى خلية شبيهة بالبلازما، ثم تتمايز إلى خلية بلازمية.تتولد الخلايا البلازمية في وقت لاحق في العدوى، وبالمقارنة مع البلازميدات، فإن لها أجسامًا مضادة ذات تقارب أعلى تجاه مستضدها المستهدف بسبب نضوج الألفة في المركز الجرثومي (GC) وتنتج المزيد من الأجسام المضادة.الخلايا البلازمية عادةً عن تفاعل المركز الجرثومي من التنشيط المعتمد على الخلايا التائية للخلايا البائية، ومع ذلك يمكن أن تنتج أيضًا عن التنشيط المستقل للخلايا البائية.
- الخلية الليمفاوية - خلية بها مزيج من الخلايا الليمفاوية البائية والسمات المورفولوجية للخلايا البلازمية التي يُعتقد أنها مرتبطة ارتباطًا وثيقًا بنوع فرعي من الخلايا البلازمية.يوجد هذا النوع من الخلايا في خلل النطق للخلايا البلازمية الخبيثة والخبيثة المرتبطة بإفراز بروتينات IgM أحادية النسيلة؛ يتضمن عسر القراءة هذا الاعتلال الجامائي أحادي النسيلة IgM ذو الأهمية غير المحددة و غلوبوليون الدم الكبير لـمرض فالدنشتروم.
- خلية الذاكرة البائية - خلية خاملة تنشأ عن تمايز الخلايا البائية.وتتمثل وظيفتها في الدوران عبر الجسم وبدء استجابة أقوى وأسرع للأجسام المضادة (تُعرف باسم استجابة الجسم المضاد الثانوي) إذا اكتشفوا المستضد الذي نشط الخلية البائية الأصلية (خلايا الذاكرة البائية والخلايا البائية الأم تشترك في نفس الشيء BCR، وبالتالي يكتشفون نفس المستضد).يمكن إنشاء خلايا الذاكرة البائية من التنشيط المعتمد على الخلايا التائية من خلال الاستجابة خارج العقد اللمفية وتفاعل المركز الجرثومي وكذلك من التنشيط المستقل للخلايا التائية لخلايا B1.
- الخلايا البائية 2 - خلايا FO B وخلايا MZ B.
- خلية جرابية بائية (FO) (تعرف أيضا بخلايا B-2) - النوع الأكثر شيوعًا من الخلايا البائية، عندما لا ينتشر عبر الدم، يوجد بشكل أساسي في العقد اللمفاوية للأعضاء اللمفاوية الثانوية (SLOs).هم مسؤولون عن توليد غالبية الأجسام المضادة عالية التقارب أثناء الإصابة.
- خلية المنطقة الهامشية البائية (MZ) - توجد بشكل رئيسي في المنطقة الهامشية من الطحال وتعمل كخط دفاع أول ضد مسببات الأمراض المنقولة بالدم، حيث تتلقى المنطقة الهامشية كميات كبيرة من الدم من الدورة الدموية العامة.يمكن أن يخضعوا لكل من التنشيط المستقل عن الخلايا التائية والمعتمد على الخلايا التائية، ولكن يفضل الخضوع للتنشيط المستقل عن الخلايا التائية.
- خلية بائية-1 - ينشأ من مسار تنموي يختلف عن خلايا FO B وخلايا MZ B.في الفئران، يملأون في الغالب التجويف البريتوني والتجويف الجنبي، ويولدون أجسامًا مضادة طبيعية (أجسامًا مضادة منتجة بدون عدوى)، ويدافعون عن مسببات الأمراض المخاطية، ويظهرون في المقام الأول التنشيط المستقل عن الخلايا التائية.لم يتم اكتشاف تجانس حقيقي لخلايا الفئران B-1 في البشر، على الرغم من وصف مجموعات خلايا مختلفة مماثلة لخلايا B-1.
- الخلية التنظيمية B (دعم) - نوع من الخلايا البائية المثبطة للمناعة الذي يوقف توسع الخلايا الليمفاوية المسببة للأمراض والالتهابات من خلال إفراز IL-10 وIL-35 وTGF-β.كما أنه يشجع على توليد الخلايا التائية (تنظيمية تائية) التنظيمية من خلال التفاعل المباشر مع الخلايا التائية لتحريف تمايزها تجاه الخلايا التائية التنظيمية.لم يتم وصف هوية الخلية البائية التنظيمية مشتركة وتم العثور على العديد من مجموعات الخلايا البائية التنظيمية الفرعية التي تشترك في الوظائف التنظيمية في كل من الفئران والبشر.من غير المعروف حاليًا ما إذا كانت مجموعات الخلايا البائية الفرعية الفرعية مرتبطة تنمويًا وكيف يحدث التمايز بالضبط في الخلية البائية التنظيمية.هناك أدلة تظهر أن جميع أنواع الخلايا البائية تقريبًا يمكن أن تتمايز إلى خلية بائية تنظيمية من خلال آليات تتضمن الإشارات الالتهابية والتعرف على BCR.

## علم الأمراض المتعلق بالخلايا البائية
يمكن أن ينتج مرض المناعة الذاتية عن التعرف غير الطبيعي على الخلايا البائية للمستضدات الذاتية متبوعًا بإنتاج الأجسام المضادة الذاتية.تشمل أمراض المناعة الذاتية التي يرتبط فيها نشاط المرض بنشاط الخلايا البائية تصلب الجلد، والتصلب المتعدد، والذئبة الحمامية الجهازية، ومرض السكري من النوع 1، والـ IBS بعد العدوى، والتهاب المفاصل الروماتويدي.
يمكن أن يسبب التحول الخبيث للخلايا البائية وسلائفها مجموعة من السرطانات، بما في ذلك سرطان الدم الليمفاوي المزمن (CLL)، وسرطان الدم الليمفاوي الحاد (ALL)، وسرطان الدم مشعر الخلايا، وسرطان الغدد اليلمفاوي العقدي، وسرطان الغدد الليمفاوية اللاهودجكين، وسرطان الغدد الليمفاوية هودجكين، والأورام الخبيثة للخلايا البلازمية. مثل الورم النقوي المتعدد، غلوبولين الدم الكبير في والدنستروم، وبعض أشكال الداء النشواني.

## الناحية الجينية
أظهرت دراسة بحثت في مورفولوجيا الخلايا البائية على طول دورة التمايز الخاصة بها، باستخدام تسلسل الجينوم الكامل بيسلفيت (WGBS)، أن هناك تماثل مورفولوجي من المراحل الأولى إلى المراحل الأكثر تمايزًا.يكون أكبر اختلاف في المورفولوجيا بين مراحل خلايا المركز الجرثومية وخلايا الذاكرة البائية. علاوة على ذلك، أظهرت هذه الدراسة أن هناك تشابهًا بين أورام الخلايا البائية والخلايا البائية طويلة العمر في توقيعات مورفولوجيا الحمض النووي.

## اقرأ أيضا
- خلية بائية ساذجة
- خلية تائية
- جسم مضاد
- معقد التوافق النسيجي الكبير
- سيتوكين
- خلية قاتلة طبيعية
- خلية تائية قاتلة